# Weedpatch
Weedpatch és una concentració de població designada pel cens dels Estats Units a l'estat de Califòrnia. Segons el cens del 2000 tenia 2.726 habitants.

## Demografia
Segons el cens del 2000, Weedpatch tenia 2.726 habitants, 634 habitatges, i 554 famílies. La densitat de població era de 344 habitants/km².
Dels 634 habitatges en un 59% hi vivien nens de menys de 18 anys, en un 59% hi vivien parelles casades, en un 17,4% dones solteres, i en un 12,5% no eren unitats familiars. En el 9,6% dels habitatges hi vivien persones soles el 3,6% de les quals corresponia a persones de 65 anys o més que vivien soles. El nombre mitjà de persones vivint en cada habitatge era de 4,3 i el nombre mitjà de persones que vivien en cada família era de 4,46.
Per edats la població es repartia de la següent manera: un 41,8% tenia menys de 18 anys, un 11,7% entre 18 i 24, un 28,4% entre 25 i 44, un 13,2% de 45 a 60 i un 4,9% 65 anys o més.
L'edat mediana era de 23 anys. Per cada 100 dones de 18 o més anys hi havia 110,8 homes.
La renda mediana per habitatge era de 19.838 $ i la renda mediana per família de 20.734 $. Els homes tenien una renda mediana de 17.740 $ mentre que les dones 19.500 $. La renda per capita de la població era de 7.655 $. Entorn del 40,7% de les famílies i el 43,4% de la població estaven per davall del llindar de pobresa.

## Poblacions més properes
El següent diagrama mostra les poblacions més properes.